# 利皮夫卡 (托馬什皮利區)
48°31′42″N 28°33′21″E / 48.52833°N 28.55583°E
利皮夫卡（烏克蘭語：Липівка），是烏克蘭的村落，位於該國西南部文尼察州，由圖利欽區負責管轄，始建於1800年，面積3.51平方公里，海拔高度230米，2001年人口1,460，人口密度每平方公里416.55人。